# Miguel Balboa
Miguel Balboa (Veracruz, 13 de agosto de 1980) es un cantante mexicano de rock/pop Latino.

## Biografía
Miguel González Balboa nació el 13 de agosto de 1980 en Veracruz, México. Es el séptimo entre ocho hermanos quienes fueron educados por sus padres de principios presbiterianos. A los dos años del nacimiento de Miguel, su familia cambia su residencia a la ciudad de Villahermosa (Tabasco), es por eso que él se considera así mismo como un "tabasqueño de corazón".
Fue precisamente en esta ciudad donde Miguel realizó sus estudios hasta la preparatoria. Posteriormente, él se traslada al Distrito Federal para iniciar sus estudios musicales con el fin de alcanzar sus sueños. En 2001 se encuentra con una oportunidad clave para hacerlos realidad al conocer a Fato, un importante compositor del género Pop-Ranchera de quién aprendió sobre la composición y musicalización. Durante ese mismo año, Miguel inició sus estudios en idiomas en la Universidad de Guanajuato, pero sin dejar de lado su propósito en la música ni tampoco dejar de buscar una oportunidad mayor para alcanzarlo. En 2003 decide iniciar sus estudios de Ingeniería en Audio en la Universidad G. Martell.
Después varios años dedicado a sus estudios y buscar oportunidades en la música, Miguel decide lanzarse como solista en 2009 con un proyecto basado en sus composiciones. En 2010, este proyecto se consolida y presenta su primera producción discográfica titulada Empezar, haciendo de esta manera su debut oficial en Latinoamérica. Esta producción contó con la colaboración del reconocido músico y productor musical César Garza, cuya contribución y experiencia fue determinante para encontrar un sonido que revolucionaría para la época la industria musical cristiana. En ese mismo año, el álbum Empezar recibió la nominación en los Premios Arpa en la categoría Lanzamiento del Año, resultando ganador en la ceremonia de entrega que se realizó en la ciudad Miami, Fl.
El éxito del álbum Empezar fue rotundo y llevó a Miguel a recorrer no solo las ciudades más importantes de su país, sino que también le permitió presentar su música en los Estados Unidos y Colombia en distintas giras promocionales realizadas en 2011 y 2012.
En diciembre de 2013, después de más de tres años de promoción de su primer álbum, Miguel Baboa lanzó su segunda producción discográfica titulada Peregrino difundida a los medios de comunicación y al público en general en un concierto realizado en el municipio de Mosquera, COL, donde presentó el primer sencillo Me Doy, Me Rindo, Me Voy.
De esta segunda producción también se lanzaron los sencillos Un Día Más y ¿Quién? en abril y noviembre de 2014 respectivamente. En diciembre del mismo año, Miguel Balboa recibió dos nominaciones en los Premios Arpa en las categorías Mejor Diseño de Portada y Mejor Álbum de Cantautor, obteniendo en esta segunda categoría su segundo galardón. Asimismo, la página web oficial de Miguel Balboa resultó ganadora en la categoría Página web Artista del Año en la 35 Edición de los Premios AMCL.
Seguido en 2017 lanzó su tercer álbum titulado "Autre" donde se destacan grandes composiciones como "Buscándote" y "Solo". Así mismo, tuvo una crítica grande por parte del público cristiano, dudando su fidelidad hacia el cristianismo por las letras de sus cantos que contenían un tono más Judaico. 
Miguel tiene un canal de Youtube con poco más de 2000 suscriptores, que actualmente permanece inactivo, pero con una lista inmensa de canciones compuestas por el mismo compositor.

## Carrera musical
En el año 2005 conoce a Mike y Laura McIntyre en EL Paso Tx, y le ofrecen la oportunidad de grabar demos de algunas de sus canciones en su pequeño estudio (LAM productions). Dos años más tarde conoce a Cesar Garza, quien en ese momento estaba grabando el álbum "Lluvia de Luces" de la banda Sonnus. Después de terminar Cesar Garza la producción del álbum "Lluvia de Luces", se decide que el próximo proyecto sería el de Miguel Balboa y comienzan juntos a escoger y trabajar en las canciones que le darían forma a su álbum debut "Empezar", bajo el sello de Cesar Garza Productions.
La carrera musical de Miguel Balboa toma fuerza cuando conoce al reconocido músico y productor César Garza, quien logró darle forma y un estilo propio a las canciones compuestas por Miguel y que harían parte de su álbum debut Empezar bajo el sello César Garza Productions. Sin duda, este fue un tiempo de preparación donde Miguel empezaría a cristalizar sus sueños y desarrollar activamente su carrera musical.
Durante 2010, el cantante se dio a conocer en diferentes partes de la República Mexicana, recorriendo desde Tuxtla hasta llegar a Mexicali, haciendo giras y conciertos, impactando las vidas de miles de personas con su música por medio de sus letras las cuales están cargadas con un mensaje directo del Creador. También visitó en innumerables oportunidades los Estados Unidos, visitando lugares como Denver, Phoenix, Albuquerque, Houston, Miami, El Paso, entre otros.
Uno de los primeros logros en su carrera musical le abrirían las puertas en la escena musical góspel de Latinoamérica al ser nominado en dos categorías de los Premios Arpa en 2010; reconocidos por ser los galardones de la música hispana más importantes a nivel cristiano. Es en este importante evento realizado en la ciudad de Miami, FL, donde Miguel Balboa obtuvo el premio en la categoría Lanzamiento del Año; logrando con ello, que la producción Empezar se posicionara en las principales estaciones de radio en varios lugares de América Latina como Argentina, Paraguay, Ecuador, El Salvador y Colombia.
Después del lanzamiento de su primer álbum, Miguel Balboa empezó a cosechar los frutos de su perseverancia por la excelencia, representado en la oportunidad de componer dos canciones para la agrupación Emmanuel y Linda en su álbum Volver. Miguel también ha compuesto temas para Álvaro López y ResQ Band y actualmente compone para otros artistas.
En su primera gira por América del Sur, llega a tierras cafeteras en agosto de 2012; país en el que tuvo la oportunidad de participar en el Bogotá Gospel que para la época, era el festival más importante de la música cristiana en el continente. Este es un evento que se realizó en la capital colombiana desde 2008, logrando convocar una asistencia de 50.000 espectadores en promedio, llegando a la cifra récord de más de 100.000 personas en 2011. El festival se caracteriza por ser un evento de ciudad, sin distinción de denominaciones y ha contado con la participación de artistas y salmistas de talla internacional como Marcos Witt, Pablo Olivares, Kyosko, Funky, entre otros.
Fue en este festival que Miguel vivió un momento inolvidable en su carrera musical, puesto que el colombiano Álex Campos, ganador de dos Premios Grammy Latinos y con quien comparte una buena amistad, lo invitó a cantar a dúo la canción Es el Amor durante su presentación en dicho festival. A su vez, Miguel realizó presentaciones en eventos importantes en Bogotá, así como una destacada gira de medios y promoción musical tanto en el ámbito cristiano como en el secular, pasando por medios representativos como el canal internacional de noticias NTN24.
Después de permanecer vigente por más de tres años desde el lanzamiento de su primera placa discográfica, Miguel Balboa es reconocido como uno de los artistas más originales e innovadores en la actualidad. A finales de 2013, un nuevo concepto musical llamado Balboa, nace en la mente y el corazón de este talentoso cantante y es bajo este nuevo concepto que se lanza en Latinoamérica su segunda producción Peregrino. En este nuevo álbum, Miguel le apuesta más a la fortaleza y certeza de las letras en cada canción, que a la complejidad de la composición musical; es por eso que este nuevo álbum tiene un énfasis más personal, profundizando en los diferentes temas y problemáticas que vivimos a diario, dirigiéndonos al mismo tiempo a escuchar letras más francas y sinceras.
Peregrino es un disco descrito en sus propias palabras como relajado y tranquilo. Está compuesto por diez temas que viajan entre diversos sonidos que van desde el Country hasta las canciones melódicas del Rock de los años 70. Grabado en Sonic Ranch, en Tornillo, Texas, con la ayuda de Beto Madrid (Heler) y Leslie Johnson (ResQ Band), quienes con su impecable trabajo, lograron un ambiente ideal y enfocado para darle al disco la esencia del peregrino que no se detiene ante nada en su búsqueda de la verdad.
El éxito que ha representado la segunda producción discográfica Peregrino, no solo se ve reflejado en la venta de discos en sus versiones en físico y digital por medio de las tiendas virtuales como iTunes, sino que además ha traído grandes beneficios y reconocimientos que hoy día lo posicionan como una de las voces líderes del género góspel para la juventud en América Latina. Recientemente Peregrino fue reconocido como el "Mejor Álbum de Cantautor" en la XI Entrega de los Premios Arpa, rompiendo el paradigma que le impone a las producciones musicales, una exagerada carga instrumental que en muchos casos termina por opacar el elemento principal: "Las Letras".

## Álbumes

### Álbumes de estudio
| Año  | Álbum                                           |
| ---- | ----------------------------------------------- |
| 2010 | Empezar - Discográfica: César Garza Productions |
| 2013 | Peregrino - Discográfica: Sonic Ranch           |